# 一条信龍
一条 信龍（いちじょう のぶたつ）は、戦国時代から安土桃山時代にかけての武将。甲斐国武田氏当主・武田信虎の八男（九男とする説もある）。武田信玄の異母弟。武田二十四将の1人。甲斐市川郷上野城（山梨県市川三郷町上野）主。

## 生涯
信虎の末子とされる。『系図類』では河窪信実の弟とされているが、天正10年（1582年）に信龍の子・信就が右衛門大夫の官途を称し、信実の子・河窪信俊が新十郎の仮名しか称していないため、信龍の方が実は年長ではないかとも推定されている。
甲斐源氏・武田信光の五男・一条信長を祖とする一条氏が室町時代に断絶していたので、改めてその名跡を継承する。親族衆として騎馬200騎（100騎とも）相備え組衆は依跡10騎、大津10騎を有し、本願寺及び松永久秀等畿内勢力との外交を担当した。信玄の遺言により勝頼の後見人となる。
戦闘時には、主に後衛を担当していたためか武名は伝わっていないが、『甲陽軍鑑』では、山県昌景、馬場信春など重鎮7人の武将のうちに数えられている。信玄の駿河国侵攻後、駿河田中城代を務めた。天正3年（1575年）の長篠の戦いにも参戦し、『甲陽軍鑑』によると佐久間勢に攻撃を加えて二重の柵を破るまでの活躍を見せ、敗走する友軍の中で馬場信春勢と戦場に留まり、勝頼の戦線離脱を見極めた後で退却している。後に田中城代を子信就に譲り、武田信堯（信友の子）と共に駿府城代に転じたという。
天正10年（1582年）の織田信長による甲州征伐では、2月に徳川軍の駿河侵攻を受け、3月2日に駿河を撤退して上野城に戻る。『甲陽軍鑑』によれば勝頼は3月3日に新府城（韮崎市）を焼き払うと郡内へ向かい、途中甲府の信龍屋敷で休息を取ったという。信龍は同方面より侵攻した徳川家康の三河勢に上野城を包囲され、3月10日、三河勢1万に対し手勢3百で突撃して信就と共に討死にした。『信長公記』によると、天正10年（1582年）3月7日に武田信廉と共に斬首されたとあるが、これは兄の武田信基（上野介信友）の誤りとされる。ただし、信龍と信就は甲州崩れでは別行動を取っており、斬首されたのは信就の誤りとする説も存在する。墓所は市川大門の善福寺。

## 信龍没後の信龍屋敷
信龍の屋敷は、近世の絵図類によれば現在の甲府市北新一丁目に所在し、一条小路と呼ばれる甲府城下の南北基幹街路の一角に位置する。天正10年6月の本能寺の変後に武田遺領をめぐり発生した天正壬午の乱では、甲斐において相模国の北条氏直と徳川家康が対峙し、北杜市須玉町若神子に本陣を置き、北杜市域の城砦群に布陣した北条勢に対し、徳川勢は七里岩南端の韮崎市域に布陣した。家康は現在の甲府市城東一丁目の尊躰寺に本陣を置き、北新一丁目の一条信龍屋敷に移し、さらに8月8日に韮崎市中田町中條の新府城に移転した。

## 人物像
資料や記録に乏しい人物だが、『甲陽軍鑑』では、山県昌景の発言として「一条殿は、馬鞍武具等、これほど忙しくともいつも新しく、しかも諸国の良い浪人を集めている」と言う評が伝わっている。また「伊達者にして花麗を好む性質なり」との評も伝わる。武田信玄が軍事面において、典厩信繁と大夫信龍を最も信頼していたという記述がある。